# Lago de Yojoa
El Lago de Yojoa es un lago de Honduras, Centroamérica. tiene una longitud de 16 km y un ancho de 6 km. Se localiza entre los departamentos de Comayagua, Cortés y Santa Bárbara. El Lago de Yojoa se encuentra a unos 184 kilómetros de Tegucigalpa, la capital de Honduras. Desde 2005, es reconocido como un área RAMSAR.

## Ubicación

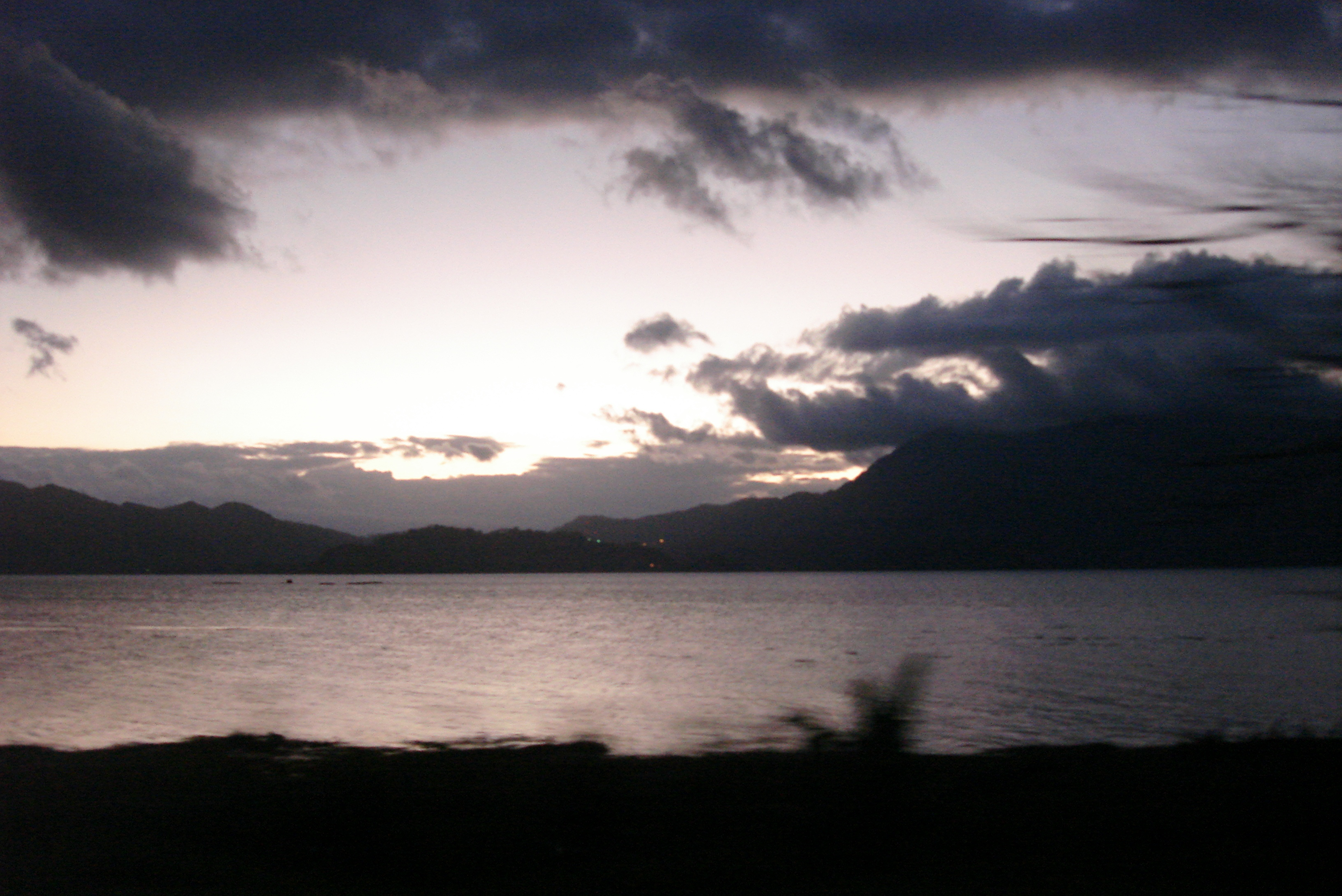
Atardecer en el Lago de Yojoa.

El Lago de Yojoa es el único lago natural en Honduras, y a 90 km de San Pedro Sula. Este lago está a 680 m s. n. m. y se encuentra rodeado por grandes montañas que alcanzan alturas de más de 2600 m s. n. m. Algunas de estas montañas están catalogadas como parques nacionales de la República de Honduras. Estos parques nacionales son: el parque nacional Cerro Azul Meámbar (PANACAM), al lado este del lago, con 209 kilómetros cuadrados de extensión y el parque nacional Montaña Santa Bárbara (PANAMOSAB), al lado oeste con un área de 132 kilómetros cuadrados.Por su ubicación, ha experimentado eventos climáticos extremos como huracanes y ha sido resiliente a este tipo de eventos, dado que su ecosistema no fue afectado en términos tróficos.

## Turismo

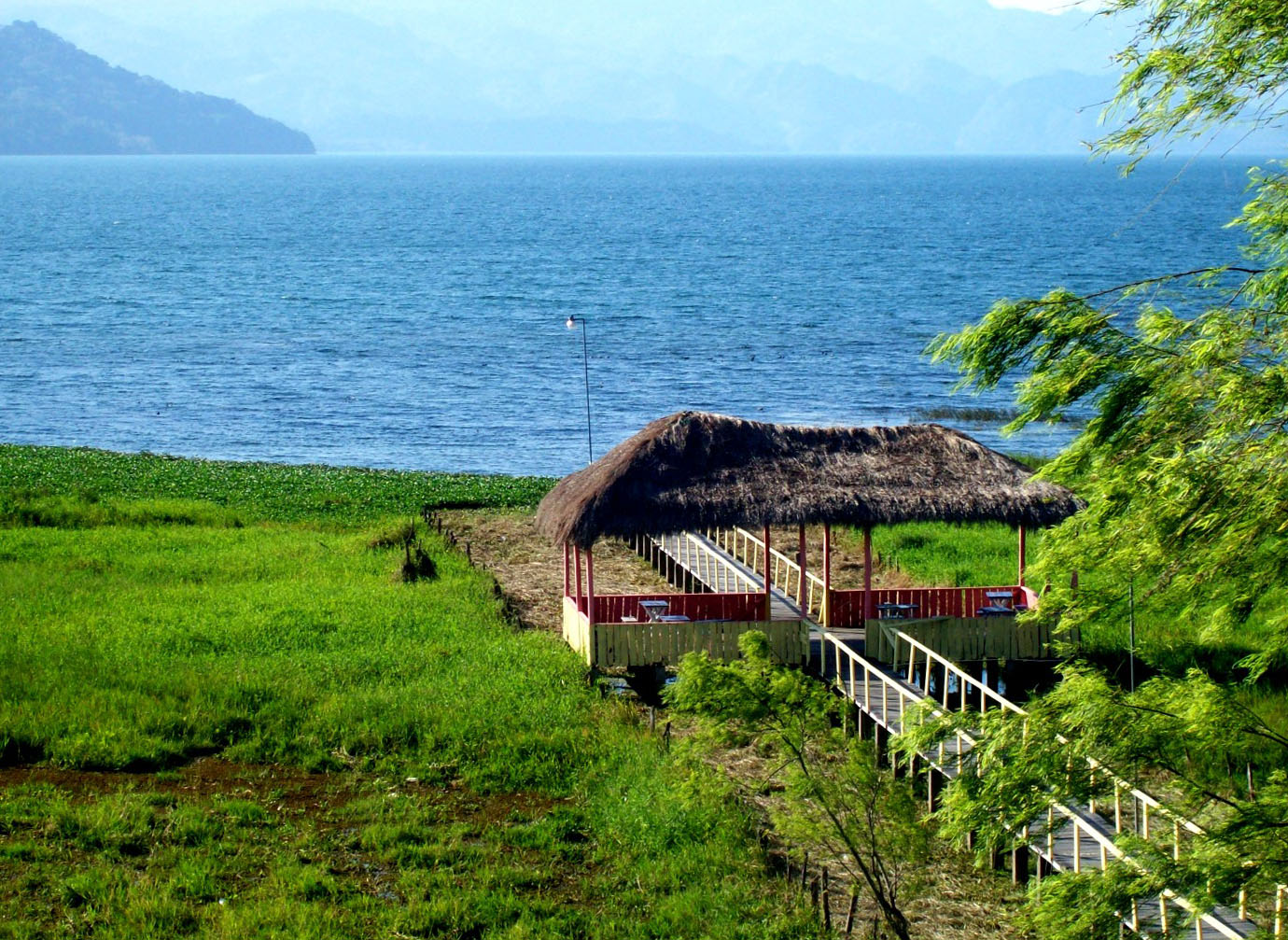
Lago de Yojoa.

Para los turistas, el lugar ofrece múltiples opciones para pasar varios días en la zona. En el lago de Yojoa hay muchos restaurantes, también varios hoteles con habitaciones típicas del lugar, centros de recreación con piscinas, diversiones acuáticas y zoológicos.
Como el lago de Yojoa está entre San Pedro Sula y otras ciudades grandes como Comayagua, Siguatepeque, Tegucigalpa, La Paz, y la zona sur de Honduras, muchos de los viajeros que transitan entre estas ciudades grandes aprovechan del lago para hacer un alto en el camino, apreciarlo, así como disfrutar del pescado frito fresco en sus diversos tamaños y de diversas especies, entre otras comidas que ofrecen.
La zona en los alrededores del lago tiene actividades turísticas de diferente interés como los parques nacionales, zoológico Joya Grande, Parque Eco-Arqueológico Los Naranjos, Ruinas del Castillo Bogran, D&D Brewery Lodge and Restaurant, Honduyate Marina, Cuevas de Taulabé, Cuevas "El Jute", Cataratas de Pulhapanzak, la Central Hidroeléctrica Francisco Morazán (conocida también como "El Cajón"), Mina "El Mochito", Luna del Puente Reserva Natural y Santuario de aves, entre otras atracciones.
El clima brindado por los parques nacionales propicia para la alta cantidad de especies de aves en la zona, es por ello que más del 50% de las especies de Honduras se pueden apreciar aquí. Debido a sus atractivos turísticos, belleza natural y clima, este destino se presta en su mayoría, para realizar Trekking, Birdwatching o Avistamiento de aves, Agroturismo, Ecoturismo, Turismo cultural, Camping, entre otras. El Lago de Yojoa ocupó el 5° Lugar entre las 30 Maravillas de Honduras, concurso de votación creado por la JCI.

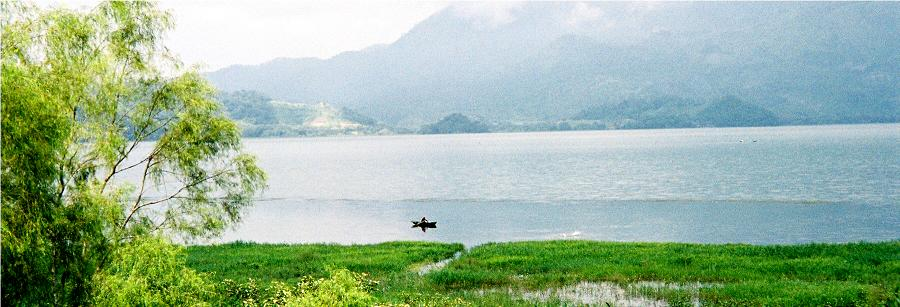
Vista panorámica del Lago de Yojoa.

## Economía
La cuenca del Lago Yojoa sustenta tres municipalidades: Las Vegas, La Guama y Peña Blanca. Los pobladores de las comunidades alrededor del lago de Yojoa se dedican a los servicios de hoteles, restaurantes, transporte en lanchas. También al cultivo de frutas, legumbres y granos básicos. Muchos pescadores viven de las divisas que proporciona la venta del pescado fresco o frito que pescan en el lago de Yojoa. Durante los últimos 40 años el lago Yojoa ha alojado una gran granja de tilapia en su región norteña, contribuyendo al cambio de las características del lago, el cual es actualmente un ecosistema mesotrófico.

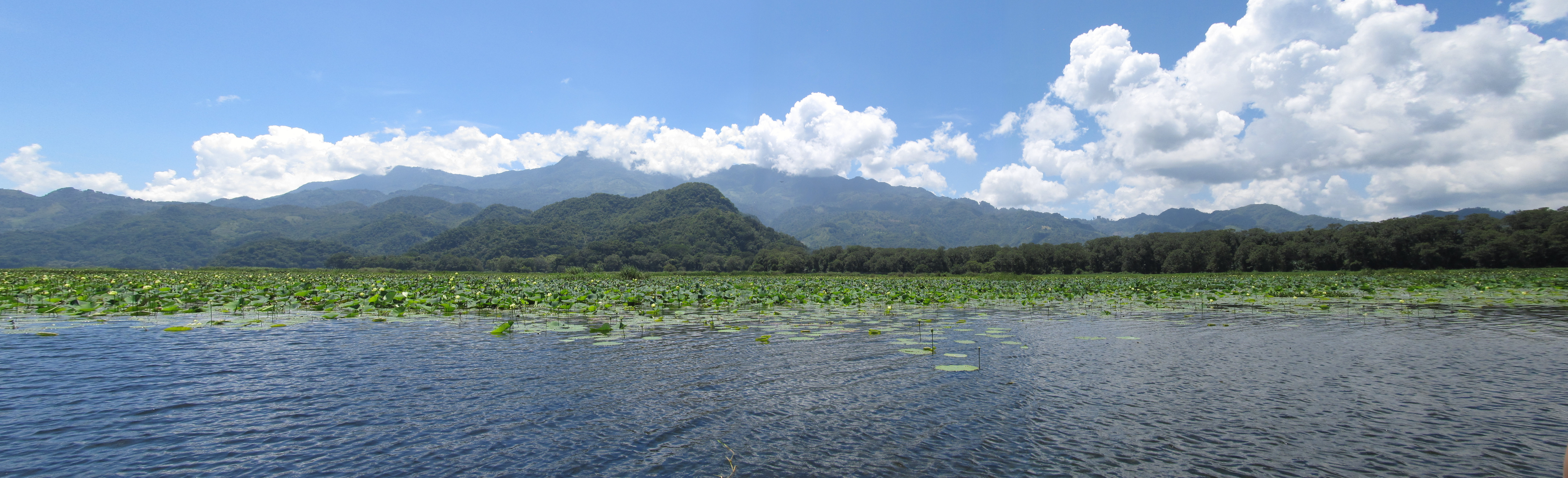
Lago de Yojoa.